# Охо де Агва (Сан Херонимо Тлакочаваја)
Охо де Агва (шп. Ojo de Agua) насеље је у Мексику у савезној држави Оахака у општини Сан Херонимо Тлакочаваја. Насеље се налази на надморској висини од 1666 м.

## Становништво
Према подацима из 2010. године у насељу је живело 8 становника.

### Хронологија
| Година       | 2000        | 2005        | 2010 |
| ------------ | ----------- | ----------- | ---- |
| Становништво | 21 (9 / 12) | 18 (11 / 7) | 8    |

### Попис
| # | Индикатор                     | Вредност |
| - | ----------------------------- | -------- |
| 1 | Укупно домаћинстава           | 4        |
| 2 | Укупно насељених домаћинстава | 2        |
| 3 | Величина локације             | 1        |